# 아홈어

아홈 문자로 쓴 "아홈"

아홈어(Ahom)는 인도 아삼주의 아홈인들이 사용하던 따이어파 남서따이어군의 언어로, 현재는 사어(死語)이다. 13세기 아홈 왕국을 건설한 타이족 분파인 아홈인들이 사용하였으며, 궁정 언어로 이어지다가 17세기경 아삼어에 대체되었다. 18~19세기에 모어 화자는 완전히 사라진 것으로 추정된다. 현재는 전례 언어로만 남아있으며 아홈인들 사이에 언어 부흥 운동이 존재한다.

## 같이 보기
- 아홈인
- 아홈 문자